# Dendroligotrichum dendroides
Dendroligotrichum dendroides är en bladmossart som beskrevs av Brotherus 1905. Dendroligotrichum dendroides ingår i släktet Dendroligotrichum och familjen Polytrichaceae. Inga underarter finns listade i Catalogue of Life.

## Bildgalleri

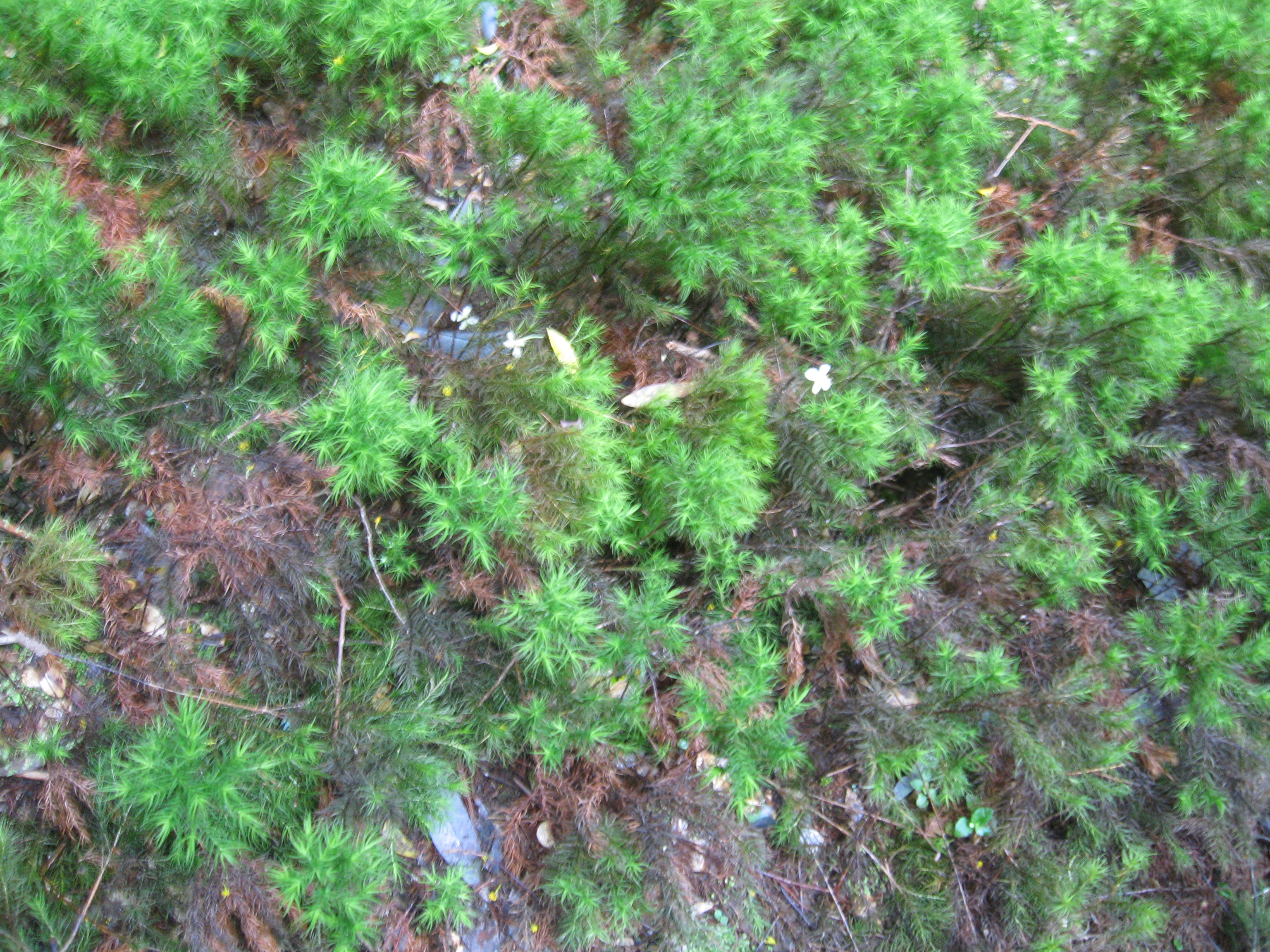